# Müjdat Yetkiner
Müjdat Yetkiner (* 16. November 1961 in Istanbul) ist ein ehemaliger türkischer Fußballspieler und -trainer. Durch seine langjährige Tätigkeit für Fenerbahçe Istanbul und als Eigengewächs wird er sehr stark mit diesem Verein assoziiert. Von Fan- und Vereinsseiten wird er als einer der bedeutendsten Spieler der Klubgeschichte aufgefasst. So hält er mehrere Vereinsrekorde. Mit 429 Erstligaeinsätzen für Fenerbahçe ist er der Spieler mit den meisten Süper-Lig-Einsätzen der Vereinsgeschichte und der Spieler mit den siebenthäufigsten Einsätzen der Süper Lig. Zudem ist er mit 16 Spielzeiten der Spieler, der die längste Zeit für Fenerbahçe tätig war. Darüber hinaus übernahm er von Cem Pamiroğlu im Sommer 1985 die Kapitänsbinde und trug sie zunächst bis April 1987 und anschließend interimsweise von Sommer 1992 bis Sommer 1993. Zu Spielerzeiten wurde er von den Fans Miço, eine Koseform seines Vornamens Müjdat, genannt. Er wird oft mit einer früheren Fenerbahçe-Legende, mit Müzdat Yetkiner, verwechselt. Dieser wird manchmal fälschlicherweise auch als Müjdat Yetkiner geschrieben. Dabei sind beide Spieler miteinander weder verwandt noch verschwägert. Yetkiner ist für seine bedingungslose Loyalität gegenüber Fenerbahçe bekannt und ist auch in der Politik für die von Recep Tayyip Erdoğan geführten Partei für Gerechtigkeit und Aufschwung (Adalet ve Kalkınma Partisi) aktiv.

## Spielerkarriere

### Kindheit und Jugend
Yetkiner kam im Istanbuler Stadtteil Beşiktaş als Sohn einer fußballbegeisterten Familie auf die Welt. Obwohl die Familie im Stadtteil Beşiktaş lebte, waren Yetkiners Vater und älterer Bruder Anhänger von Galatasaray Istanbul, während Yetkiner selbst zu Fenerbahçe Istanbul stand. Yetkiners Mutter war eine Anhängerin vom Ortsverein Beşiktaş Istanbul.
Yetkiner begann mit dem Fußballspielen auf den Istanbuler Bolzplätzen. Später begann er beim Istanbuler Amateursportklub Altınmızrak Spor Kulübü mit dem Vereinssport und war hier neben Fußball auch in Sportarten wie Schwimmen, Tennis usw. aktiv. Hier spielte er auch u. a. mit Aykut Kocaman, einer weiteren Fenerbahçe-Legende. Bei diesem Verein fiel er den Talentjägern Fenerbahçes auf, sodass der damalige Vereinsfunktionär Hüsnü Çil Yetkiner in die Nachwuchsabteilung des Vereins holte.

### Verein
In der Erstligasaison 1979/80 ersetzte Fenerbahçe den Cheftrainer Şükrü Ersoy durch Ziya Şengül. Dieser neue Trainer führte im Mannschaftskader eine Revision durch und nahm zu diesem Zweck einige Nachwuchsspieler in den Profikader auf, u. a. Yetkiner. So gab Yetkiner in der Ligapartie vom 30. Dezember 1979 gegen Bursaspor sein Profidebüt. In dieser Partie spielte er von Anfang an und über die volle Spiellänge. Mit diesem Spiel wurde Yetkiner Stammspieler und absolvierte nahezu alle verbliebenen Spiele seiner Mannschaft. Die Saison beendete Yetkiners Mannschaft hinter Trabzonspor als Vizemeister. In dieser Saison holte sein Team zudem den Premierminister-Pokal, wodurch Yetkiner seinen ersten Titel auf Vereinsebene gewann. In seiner zweiten Spielzeit wurde er vom neuen Trainer Friedel Rausch auf Anhieb in die Stammmannschaft aufgenommen. Obwohl sein Verein eines seiner bis dato erfolglosesten Spielzeiten erlebte und gegen den Abstieg spielte, überzeugte Yetkiner über die gesamte Spielzeit. Er absolvierte nahezu alle Pflichtspiele seiner Mannschaft und stieg zum U-21-Nationalspieler auf. Fenerbahçe spielte zum Saisonende gegen den Abstieg und erreichte den Klassenerhalt Punktgleich zum letzten Absteiger nur des besseren Torverhältnisses wegen. Nach dieser aus Vereinssicht enttäuschenden Saison wurde im Kader unter der Direktive von Rausch eine Revision durchgeführt und mehrere gestandene Spieler wurden abgegeben. Ferner wurden neben Neueinkäufen auch die jüngeren Spieler in die Mannschaft integriert. Als einer der Leistungsträger stach dabei Yetkiner hervor. Die Revision zeigte Wirkung und so spielte Fenerbahçe wieder um die Meisterschaft mit. Nachdem Rausch nach dem 23. Spieltag den Verein verließ, übernahm interimsweise Enver Katip die Mannschaft bis zum Saisonende und beendete die Saison auf dem dritten Tabellenplatz. Yetkiner absolvierte erneut nahezu alle Pflichtspiele seiner Mannschaft. Für die Spielzeit 1982/83 stellte Fenerbahçe den Jugoslawen Branko Stanković als neuen Cheftrainer ein. Unter diesem Trainer steigerte die Mannschaft ihre Vorjahresleistung. In der türkischen Meisterschaft setzte man sich gegen den damals ärgsten Rivalen Trabzonspor durch und gewann nach fünf Jahren wieder diese Trophäe. Zudem wurde das Team in dieser Saison Türkischer Pokalsieger und damit zum dritten Mal in seiner Vereinsgeschichte türkischer Double-Sieger. Yetkiner erzielte im ersten Spiel dieser Meisterschaftssaison gleich einen Treffer und sah eine Rote Karte. Nach einer kurzen Spielsperre kehrte er zum Team zurück und absolvierte nahezu alle Spiele seiner Mannschaft. In der nächsten Spielzeit vergab Yetkiners Team die Meisterschaft und den Pokal erneut an Trabzonspor. In der Saison 1984/85 holte Fenerbahçe wieder die türkische Meisterschaft. Über die gesamte Saison kämpfte die Mannschaft mit Beşiktaş um die Tabellenführung. Am drittletzten Spieltag traf Yetkiners Mannschaft auswärts auf den direkten Meisterschaftsrivalen. Beide Teams gingen punktgleich in diese Begegnung. Er erzielte beim 2:2-Unentschieden ein Tor und hatte damit erheblichen Anteil daran, dass seine Mannschaft die Punktgleichheit bewahrte. Am Saisonende beendete Fenerbahçe punktgleich zu Beşiktaş die Saison aufgrund des besseren Torverhältnisses als Meister. Zudem gewann man in dieser Saison den Präsidenten-Pokal und zum dritten Mal in Folge den Marinepokal. Mit 46 Pflichtspieleinsätzen wurde Yetkiner in dieser Saison der Spieler mit den meisten Einsätzen für Fenerbahçe. Er erlebte die erfolgreichste Zeit seiner Karriere und etablierte sich auch in der türkischen Nationalmannschaft als Stammspieler. Auch übergab im Sommer 1985 der langjährige Mannschaftskapitän Cem Pamiroğlu das Teamführerband an Yetkiner.
Die nächsten drei Jahre erlebte Yetkiner mehrere schwierige Situationen. In den nachfolgenden zwei Spielzeiten blieb Yetkiners Mannschaft chancenlos in der Meisterschaft. In der damals gültigen Zwei-Punkte-Regelung belegte man Tabellenplätze die eine Punktedifferenz von weit mehr als 14 Punkten zum jeweiligen Meister aufwiesen. In diesen Spielzeiten verpasste der Verein auch die Qualifikation für die europäischen Pokalwettbewerbe. Nachdem sich in der Saison 1986/87 abzeichnete, dass Fenerbahçe sich über die Ligaplatzierung für keinen europäischen Pokalwettbewerb qualifizieren werde, konzentrierte sich die Mannschaft auf den Türkischen Pokalwettbewerb. Hier traf die Mannschaft im Viertelfinale auf den damals starken Verein Samsunspor. Dieser Verein hatte die letzten drei Begegnungen gegen Fenerbahçe überlegen gewonnen und in zwei dieser Spiele Fenerbahçe mit 0:4 zwei der herbsten Niederlagen der Vereinsgeschichte zugefügt. Auch im ersten Spiel des Pokalviertelfinales unterlag Yetkiners Team Samsunspor auswärts mit 0:1. Dadurch riskierte der Verein die Qualifikation für die europäischen Pokalwettbewerbe einerseits und erlebte die vierte Niederlage in Folge gegen Samsunspor. Unter diesen angespannten Umständen lieferten sich beide Teams im Rückspiel, welches am 1. April 1987 vor heimischer Kulisse gespielt wurde, ein packendes Spiel. Fenerbahçe vergab mehrere hochkarätige Tormöglichkeiten und verschoss einen Elfmeter. Das Spiel endete mit 0:0, wodurch sich Samsunspor aufgrund des Hinspielsieges für das Halbfinale qualifizierte. Unmittelbar nach Spielabpfiff begab sich Yetkiner in die Umkleidekabine. Hier wurde er von einer Sicherheitskraft mit den Worten: "Was für ein ehrenloser Mann bist Du denn? Während deine Teamkameraden auf dem Spielfeld in ein Handgemenge verwickelt sind, verkriechst Du dich hier in die Umkleidekabine". Nach diesen Worten stürmte Yetkiner in einer Affekthandlung aufs Spielfeld und nahm tatkräftig an dem Handgemenge teil. Der Torhüter von Samsunspor, Fatih Uraz, hatte sich zu unbeschwert und ausgiebig über den Halbfinaleinzug gefreut, dass er den Unmut einiger Fenerbahçe-Spieler auf sich zog. Dieser Umstand sorgte auf dem Spielfeld zu tumultartigen Situationen, an denen dann Yetkiner teilnahm. Als Folge erhielt Yetkiner mit weiteren Teamkollegen wie Abdülkerim Durmaz, Sedat Karaoğlu und Hasan Özdemir vom nationalen Fußballverband eine Spielsperre von drei bzw. vier Monaten. Obendrein erhielt Yetkiner von seinem Verein eine Geldstrafe und spielte eine Spielzeit ohne Lohn. Da damals keine großen Gelder im türkischen Fußball gezahlt wurden und die versprochenen Gehälter teilweise mit großem Verzug gezahlt wurden, fuhr Yetkiner, der eine Taxilizenz und ein Taxi besaß, während dieser Zeit Taxi und versuchte so diese schwierige Zeit zumindest aus finanzieller Sicht zu überbrücken. Yetkiner verlor nach diesen Entwicklungen seine Kapitänsbinde an Şenol Çorlu. Seine Spielsperre wurde vor Saisonanfang reduziert, sodass er am Anfang der nächsten Saison wieder der Mannschaft zur Verfügung stand. Nachdem auch in der Saison 1987/88 der Verein chancenlos in der Meisterschaft blieb und der Erzrivale Galatasaray mit einer großen Punktedifferenz von 35 Punkten zu Fenerbahçe Meister wurde, ließ der damalige Vereinspräsident Tahsin Kaya Yetkiner bei sich vorsprechen. Auf Kayas Frage, weshalb die Mannschaft so erfolglos bleibe, gab Yetkiner Kayas schlechte Transferpolitik an. Dies führte dazu, dass Kaya Yetkiner aus dem Mannschaftskader suspendierte.
Zur neuen Saison wurde mit Todor Veselinović der Meistertrainer der Spielzeit 1984/85 verpflichtet. Dieser Trainer nahm Yetkiner wieder in den Mannschaftskader auf. Zudem verpflichtete der Verein mit dem deutschen Torhüter Toni Schumacher einen internationalen Star. Ferner investierte die Vereinsführung weiter in die Mannschaft und verpflichtete mit Şenol Ustaömer, Oğuz Çetin, Aykut Kocaman, Turhan Sofuoğlu, Hasan Vezir, Hakan Tecimer und Orhan Kapucu Stars bzw. wichtige Youngsters der damaligen Zeit. Mit dieser Mannschaft spielte Fenerbahçe eine überragende Saison. Die Saison beendete man mit zehn Punkten Vorsprung auf den Zweitplatzierten Galatasaray. Zudem erzielte die Mannschaft über die gesamte Saison 103 Tore und erspielte damit einen neuen Torrekord in der Süper Lig. Diese Mannschaft ging als Meistermannschaft mit 103 Toren in die Vereinsannalen ein. Yetkiner war in dieser Saison mit 44 Pflichtspieleinsätzen einer der Spieler mit den meisten Spieleinsätzen seiner Mannschaft. Nach dieser erfolgreichen Saison blieb Fenerbahçe die nächsten fünf Spielzeiten ohne nennenswerte Erfolge. Weder in der Meisterschaft, noch im türkischen Pokal gelang ein Titelgewinn. Als einzige Lichtblicke konnte in der Saison 1992/93 der Premierminister-Pokal und in der Saison 1994/95 der TSYD-Istanbul-Pokal gewonnen werden. Yetkiner wurde vor jeder Saison das Ende seiner Karriere bzw. seines Stammplatzes vorausgesagt, dennoch schaffte er es trotz größer werdender Konkurrenz, sich immer wieder einen Stammplatz zu erkämpfen. Nachdem der Mannschaftskapitän Rıdvan Dilmen in der Saison 1992/93 nahezu komplett ausgefallen war, übernahm Yetkiner interimsweise erneut die Kapitänsbinde. 
Im Sommer 1995 beendete er in einem Abschiedsspiel, bei dem Fenerbahçe auf den Erstligisten Kocaelispor traf, seine Spielerkarriere.

### Nationalmannschaft
Yetkiners Nationalmannschaftskarriere begann nach seinem Wechsel in die Nachwuchsabteilung von Fenerbahçe Istanbul. Hier fiel er den Verantwortlichen der türkischen U-18-Nationalmannschaft auf, die ihn in den Kader für die anstehenden Balkan-Jugendspiele nominierten. In diesem Turnier gab Yetkiner gegen die U-18 Griechenlands sein allgemeines Länderspieldebüt. Nach diesem Debüt spielte Yetkiner fünf weitere Male für die türkische U-18-Auswahl.
Im Dezember 1980 wurde er dann das erste Mal in den Kader der türkischen U-21-Nationalmannschaft nominiert und spielte im Spiel gegen die tschechoslowakische U-21-Nationalmannschaft das erste Mal für die U-21 seines Landes. Bis ins Jahr 1983 absolvierte er neun weitere U-21-Einsätze.
Im Jahr 1983 wurde er vom amtierenden Nationalcoach Coşkun Özarı dreimal in den Kader der Türkischen A-Nationalmannschaft berufen. Bei allen drei Länderspielen saß Yetkiner lediglich auf der Ersatzbank. Im Januar 1984 wurde er dann ein weiteres Mal von Özarı nominiert und gab im Testspiel gegen die ägyptische Nationalmannschaft sein Länderspieldebüt. Yetkiner wurde bis ins Jahr 1989 regelmäßig in den Kader der Nationalelf nominiert, absolvierte aber sein letztes Länderspiel 1987 gegen die DDR. Er zählte zu den Spielern, die bei zwei der bittersten Niederlagen der türkischen Nationalmannschaft auf dem Feld standen. Am 14. November 1984 verlor die Mannschaft im Qualifikationsspiel zur WM 1986 vor heimischer Kulisse gegen die englische Nationalmannschaft mit 0:8. Auch im Rückspiel unterlag das Team England, dieses Mal mit 0:5.

## Trainerkarriere
Ein halbes Jahr nach seinem Karriereende startete er seine Trainerkarriere, indem er im Januar beim Istanbuler Verein Tepecik Belediyespor als Co-Trainer zu arbeiten begann. Anschließend arbeitete er bei Eyüpspor als Nachwuchstrainer. Im Sommer 1998 übernahm er Çorluspor als Cheftrainer und arbeitete das erste Mal in dieser Funktion. Von diesem Amt trat er nach etwa sechs Wochen wieder zurück. Ab Herbst 1998 arbeitete er eine Zeit lang erneut bei Eyüpspor als Nachwuchstrainer.

## Erfolge
Mit Fenerbahçe Istanbul
- Türkische Meisterschaft: 1982/83, 1984/85, 1988/89
- Türkischer Pokal: 1982/83
- Präsidenten-Pokalspieler: 1983/84, 1984/85, 1989/90
- Premierminister-Pokalsieger: 1979/80, 1988/89, 1992/93
- Marinepokalsieger: 1981/82, 1982/83, 1983/84, 1984/85
- TSYD-Istanbul-Pokalsieger: 1980/81, 1982/83, 1985/86, 1986/87, 1994/95